# Jorge María Mejía
Jorge María Mejía, född 31 januari 1923 i Buenos Aires, död 9 december 2014 i Rom, var en argentinsk kardinal. Han var bibliotekarie för Vatikanbiblioteket och arkivarie vid Vatikanens hemliga arkiv 1998–2003. Han utsågs 2001 till kardinaldiakon med San Girolamo della Carità i Rom som titelkyrka. Efter tio år som kardinaldiakon fick han 2011 titeln kardinalpräst pro hac vice. Enligt kutymen får en kardinaldiakon upphöjas till kardinalpräst efter tio år men titelkyrkan återvänder till en ny kardinaldiakon efter kardinalprästens död.